# Saadeva de Mágada
Saadeva foi um rei semilendário da dinastia de Briadrata que governou sobre Mágada em sucessão de Jarasanda, seu pai. Reinou entre 1 280 e 1 259 a.C., segundo algumas reconstituições. Foi sucedido por seu filho Somapi.